# Masauso Tembo
Masauso Tembo (25 febbraio 1976) è un ex calciatore zambiano, di ruolo attaccante.

## Carriera

### Nazionale
Ha debuttato in Nazionale il 22 giugno 1997, in Zambia-Mozambico (2-2), gara in cui ha siglato la rete del momentaneo 1-2 al minuto 57. Ha partecipato, con la Nazionale, alla Coppa d'Africa 1998 e alla Coppa d'Africa 2000. Ha collezionato in totale, con la maglia della Nazionale, 29 presenze e quattro reti.

## Palmarès

### Club

#### Competizioni nazionali
- Campionato zambiano di calcio: 1

Zanaco: 2002
- Coppa dello Zambia: 1

Zanaco: 2002